# Benetton B201
O  B201 é o último modelo da Benetton na temporada de 2001 de F-1. Condutores: Giancarlo Fisichella e Jenson Button.  

## Resultados[1]
(legenda) 
| Ano  | Chassis | Motor            | Pneus | N° | Pilotos              | 1   | 2   | 3   | 4   | 5   | 6   | 7   | 8   | 9   | 10  | 11  | 12  | 13  | 14  | 15  | 16  | 17  | Pontos | Posição |  |
| ---- | ------- | ---------------- | ----- | -- | -------------------- | --- | --- | --- | --- | --- | --- | --- | --- | --- | --- | --- | --- | --- | --- | --- | --- | --- | ------ | ------- |  |
|      |         |                  |       |    |                      |     |     |     |     |     |     |     |     |     |     |     |     |     |     |     |     |     |        |         |  |
|      |         |                  |       |    |                      | AUS | MAL | BRA | SMR | ESP | AUT | MON | CAN | EUR | FRA | GBR | GER | HUN | BEL | ITA | USA | JPN |        |         |  |
| 2001 | B201    | Renault RS21 V10 | M     | 7  | Giancarlo Fisichella | 13  | Ret | 6   | Ret | 14  | Ret | Ret | Ret | 11  | 11  | 13  | 4   | Ret | 3   | 10  | 8   | 17† | 10     | 7°      |  |
| 2001 | B201    | Renault RS21 V10 | M     | 8  | Jenson Button        | 14† | 11  | 10  | 12  | 15  | Ret | 7   | Ret | 13  | 16† | 15  | 5   | Ret | Ret | Ret | 9   | 7   | 10     | 7°      |  |

† Completou mais de 90% da distância da corrida.